# UNAMSIL
La Missione delle Nazioni Unite in Sierra Leone (UNAMSIL dall'inglese United Nations Mission in Sierra Leone) fu un'operazione di peacekeeping delle Nazioni Unite in Sierra Leone dal 1999 al 2005.
Venne creata dal Consiglio di Sicurezza delle Nazioni Unite nel dicembre 1999  per aiutare la realizzazione dell'Accordo di Pace di Lomé  che prevedeva la fine della Guerra civile in Sierra Leone.
La risoluzione 1270 del Consiglio di Sicurezza prevedeva questo mandato:
- Cooperare col Governo di Sierra Leone e con gli altri partiti per la piena realizzazione dell'Accordo di Pace;
- Assistere il Governo di Sierra Leone nella realizzazione del disarmo, la smobilitazione e piano di reintegro;
- Stabilire una presenza in tutto il territorio della Sierra Leone di centri di disarmo e centri di smobilitazione;
- Assicurare la sicurezza e la libertà di movimento di personale di Nazioni Unite;
- Esaminare il rispetto della tregua stabilita con l'accordo del 18 maggio 1999;
- Aiutare i partiti a creare al loro interno una struttura democratica;
- Facilitare l'assistenza umanitaria;
- Offrire appoggio nell'organizzazione di libere elezioni politiche.
- Assicurare la sicurezza degli edifici governativi in particolare a Freetown

La missione militare si è conclusa nel 2005 lasciando nel paese una delegazione umanitaria dell'ONU.